# Alfonso Ratliff
Alfonso Ratliff est un boxeur américain né le 18 février 1956 à Chicago, Illinois.

## Carrière
Il devient champion du monde des lourds-légers WBC le 6 juin 1985 en battant aux points par décision partagée Carlos De León mais perd son titre dès le combat suivant contre Bernard Benton (également aux points) le 21 septembre 1985.